# Малый, Иван Васильевич
Иван Васильевич Малый (18 мая 1928 , поселок Фрунзе, теперь в составе города Днепра Днепропетровской области — ?) — украинский советский государственный деятель , 1-й секретарь Запорожского городского комитета КПУ.

## Биография
Родился в рабочей семье. Отец работал слесарем на вагоноремонтном, а затем на лесопильном заводе в городе Нижнеднепровске.
В 1935—1941 годах — ученик Фрунзенской неполной средней школы № 41. В 1941—1943 годах вместе с родителями жил на оккупированной немецкими войсками территории.
В 1943—1945 годах — ученик электрика электротехнической лаборатории Днепропетровского металлургического завода имени Петровского. В 1945 году вступил в комсомол.
В 1945—1949 годах — студент металлургического факультета Днепропетровского индустриального техникума, техник-металлург.
В 1949—1952 годах — помощник плавильного мастера, диспетчер, инженер-теплотехник мартеновского цеха Запорожского металлургического завода «Запорожсталь».
Член ВКП (б) с июля 1952 .
25 октября 1952 — декабрь 1954 года — 1-й секретарь Орджоникидзевского районного комитета ЛКСМУ города Запорожье. В 1952—1955 годах — слушатель вечернего Университета марксизма-ленинизма, пропагандист, лектор по экономическим вопросам.
В декабре 1954—1958 годах — диспетчер завода, в 1958—1961 годах — заместитель начальника производственного отдела Запорожского металлургического завода «Запорожсталь».
5 августа 1961 — 21 ноября 1964 года — секретарь партийного комитета Запорожского металлургического завода «Запорожсталь».
В 1956—1963 годах — студент Всесоюзного заочного политехнического института в Москве, инженер-металлург.
В ноябре — декабре 1964 года — главный экономист Запорожского металлургического завода «Запорожсталь».
29 декабря 1964 — 20 января 1968 — 1-й секретарь Запорожского городского комитета КПУ.

## Награды
- орден Трудового Красного Знамени (1966)
- прочие ордена
- медали